# Sinfonia n. 1 (Balakirev)
La Sinfonia n. 1 in do maggiore di Milij Alekseevič Balakirev fu composta tra il 1864 ed il 1866 e completata tra il 1893 ed il 1897.

## Storia della composizione
Balakirev iniziò a comporre la sua prima sinfonia dal 1864 al 1866, ma interruppe il lavoro per concentrarsi sull'Overture su temi cechi, riprendendo la sinfonia solo trent'anni dopo, per terminarla nel 1897. Le sue lettere a Vladimir Stasov e Cezar' Kjui indicano che nella fase iniziale della composizione il primo movimento era stato completato per due terzi e l'ultimo era stato abbozzato, anche se Balakirev avrebbe ideato un nuovo tema per il finale molti anni dopo. L'opera fu eseguita per la prima volta a San Pietroburgo l'11 (23) aprile 1898, sotto la direzione dell'autore.

## Struttura della composizione
La sinfonia è strutturata in quattro movimenti. Elementi di musica popolare sono presenti solo nel finale, invece nel primo movimento Balakirev volle inserire riferimenti alla musica religiosa russa. La struttura del movimento iniziale è molto insolita. L'introduzione lenta annuncia il motivo su cui si basa il seguente Allegro vivo, che si differenzia dalla forma sonata per avere un'esposizione, una seconda esposizione ed uno sviluppo, invece della solita sequenza di esposizione, sviluppo e ripresa. Ciò significa che dopo l'effettiva esposizione, il materiale tematico viene sviluppato in due punti, con la seconda esposizione che in realtà è un'elaborazione della prima. Formalmente, il processo è uno sviluppo progressivo, diviso in tre fasi di crescente complessità. Se Balakirev avesse effettivamente così concepito il primo movimento già nel 1864, avrebbe anticipato le ultime sinfonie di Jean Sibelius nell'utilizzo di questo principio compositivo.